# Lothar Braun von Schmidtburg
Lothar Braun von Schmidtburg (* 8. Oktober 1602 in Wittlich; † 3. Januar 1687 in Trier) war kaiserlicher Obrist, Landkomtur der Deutschordensballei Lothringen und kurtrierischer Statthalter. 

## Leben
Lothar Braun von Schmidtburg entstammte dem Adelsgeschlecht der Braun von Schmidtburg, dessen Ursprung auf die gleichnamige Schmidtburg im Hunsrück zurückgeht. Seine Eltern waren Christoph Braun von Schmidtburg (1558–1605) und dessen Gemahlin Jakobaea Schliderer von Lachen.
Bevor er 1629 in den Deutschen Orden eintrat, leistete er im Königlich-spanischen Heer Militärdienst. Zunächst bewarb er sich 1630 erfolglos um die Aufnahme in die Ballei Lothringen. 1636 übernahm er als Komtur die Kommende Einsiedeln, leitete deren Verwaltungsangelegenheiten und beaufsichtigte die unterstellten Vogteien und Zehnthöfe. Nachdem das Wahlkapitel Braun von Schmidtburg im Juni 1645 zum Ordensstatthalter vorgeschlagen hatte, kam im Juli 1645 die Zusicherung der Ernennung zum Ordensstatthalter in Koblenz. 1646 erhielt er als kaiserlicher Administrator die Ernennung zum Obristleutnant. Er war Assistent des Gubernators (Statthalter) der Festung Ehrenbreitstein. Am 29. April 1646 folgte die Ernennung zum Statthalter am kurfürstlichen Hof.
1649 wurde er zum Landkomtur in Trier ernannt und blieb bis 1687 in diesem Amt. Damit war er auch für die Kommende Beckingen und Landkommende Trier als Komtur verantwortlich.
1652 wurde er als kurtrierischer Statthalter Vertreter des Landesherrn.
Am 5. November 1660 wurde er mit der Übertragung des Amtes Pfalzel durch Kurfürst Karl Kaspar von der Leyen Amtmann und ließ im Jahr darauf den Deutschherrenhof in Trier restaurieren.

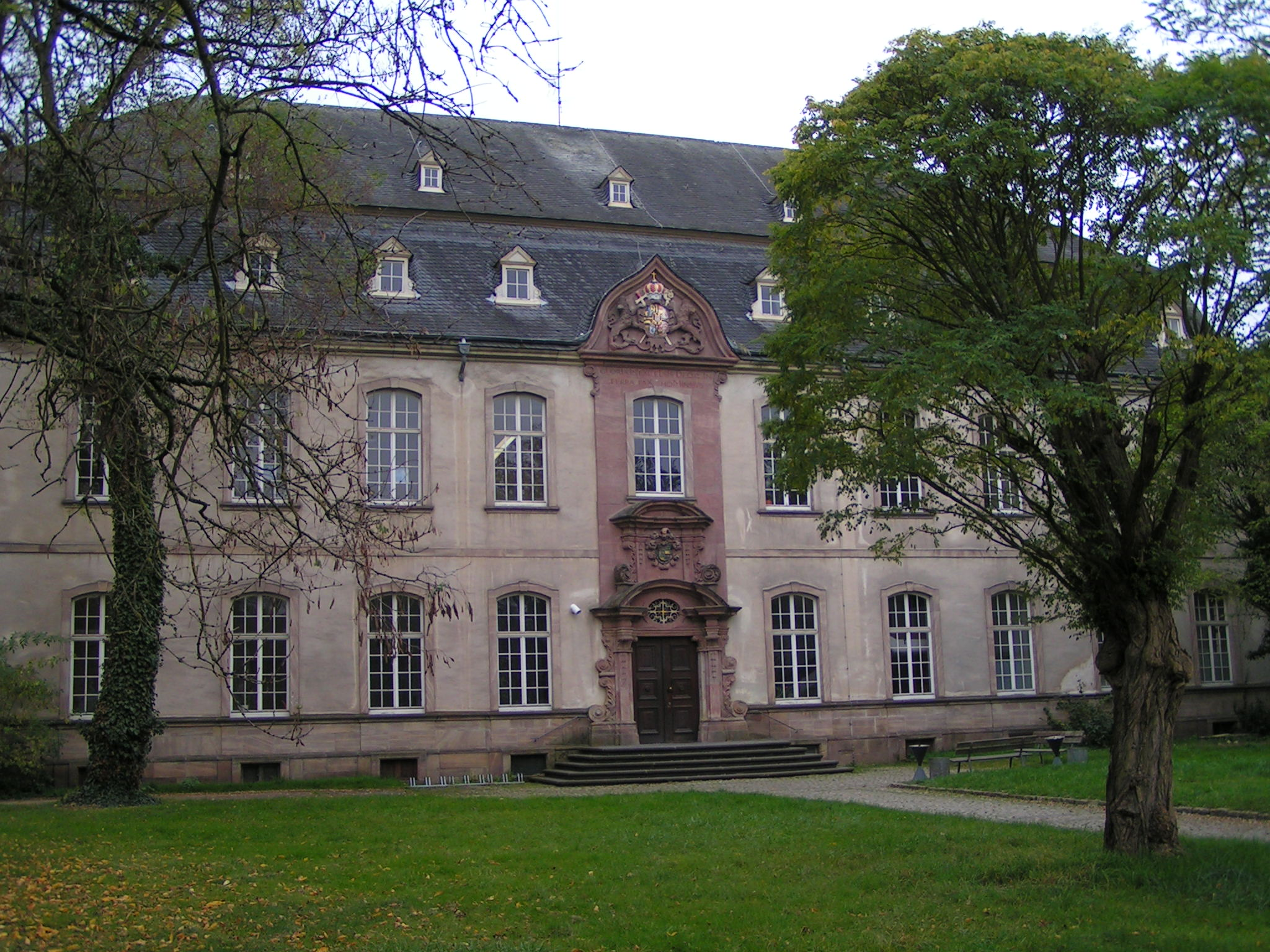
Deutschordenskommende Trier, 1661 durch Braun von Schmidtburg restauriert

In den Jahren von 1662 bis 1667 war er Rektor der Universität Trier.
Nach seiner Ernennung zum Landhofmeister und Geheimrat im Jahre 1673 wurde Trier von französischen Truppen eingenommen und Braun von Schmidtburg in der Zitadelle Metz bis 1675 als Geisel festgehalten. Nach seiner Freilassung kehrte er in die geplünderte und zerstörte Kommende zurück, zog sich jedoch nach Koblenz an den kurfürstlichen Hof zurück.

## Auszeichnungen
- 1646 Kriegsrat
- 1673 Geheimer Rat